# Émile Barau
Pour les articles homonymes, voir Barau.
Émile Barau-Bacou dit Émile Barau, est un artiste peintre français, né à Reims, le 11 mars 1851, et mort le 19 novembre 1930 à Neuilly-sur-Seine.

## Biographie
Fils d'un bouchonnier, Émile Barau travaille dans le commerce familial jusqu'au décès de son père en 1872. Il entreprend ensuite des études artistiques où élève d'Eugen Jettel et de Jean-Léon Gérôme à l'École nationale des beaux-arts, il se plait, dès l’âge de vingt ans, à reproduire le paysage champenois qui restera, pendant sa longue et honorable carrière, le thème préféré de ses tableaux. Après l'obtention de son diplôme, il part peindre aux Pays-Bas et au Danemark.
En janvier 1888, il fait partie du groupe des 33 peintres mis en avant par la galerie Georges Petit ; une seconde exposition de ce groupe a lieu l'année suivante.
Le Musée des beaux-arts de Reims ne possède pas moins de quinze toiles d’Émile Barau, dont douze provenant de la donation Henry Vasnier. La plupart reproduisent des aspects de la région rémoise ; toutes témoignent des brillantes ressources de cet artiste comme de la variété de ses inspirations cherchées aussi dans les pays septentrionaux. À côté d’un Jardinage d’automne à Boult-sur-Suippe, qui est son œuvre maîtresse au Musée de Reims, et du décor de la Vesle à Sept-Saulx, on peut voir ses Chaumières dans les dunes, à Skagen (Danemark). Les musées du Luxembourg, à Paris, et de Tours, exposaient également des toiles du paysagiste rémois.
Mort à Neuilly où il demeurait au 68 boulevard Bineau, il a voulu être enterré dans son sol natal et a été inhumé à Reims, dans le caveau de famille, dans le canton 6 du Cimetière du Nord.

## Principales œuvres[5]
- Chaumières dans les dunes, vers 1880, musée de Reims
- Village des Roches, en Touraine, 1882, musée de Tours
- Paysaqe des Islettes, mention honorable au Salon de 1885
- Sur la Suippe, 1884, anc. musée du Luxembourg
- Jardinage d'automne, 1885, musée de Reims
- Le Ruisseau des Rouazes, 1887
- Le Matin et le Soir, deux grands panneaux, médaille d'or, exposition de 1889
- L'Automne à Thuizy, 1891
- Tisserand en Champagne, 1892, musée de Blois
- La Mère Géry, 1893
- Vue de la butte de Châlons, 1893, anc. musée du Luxembourg

...

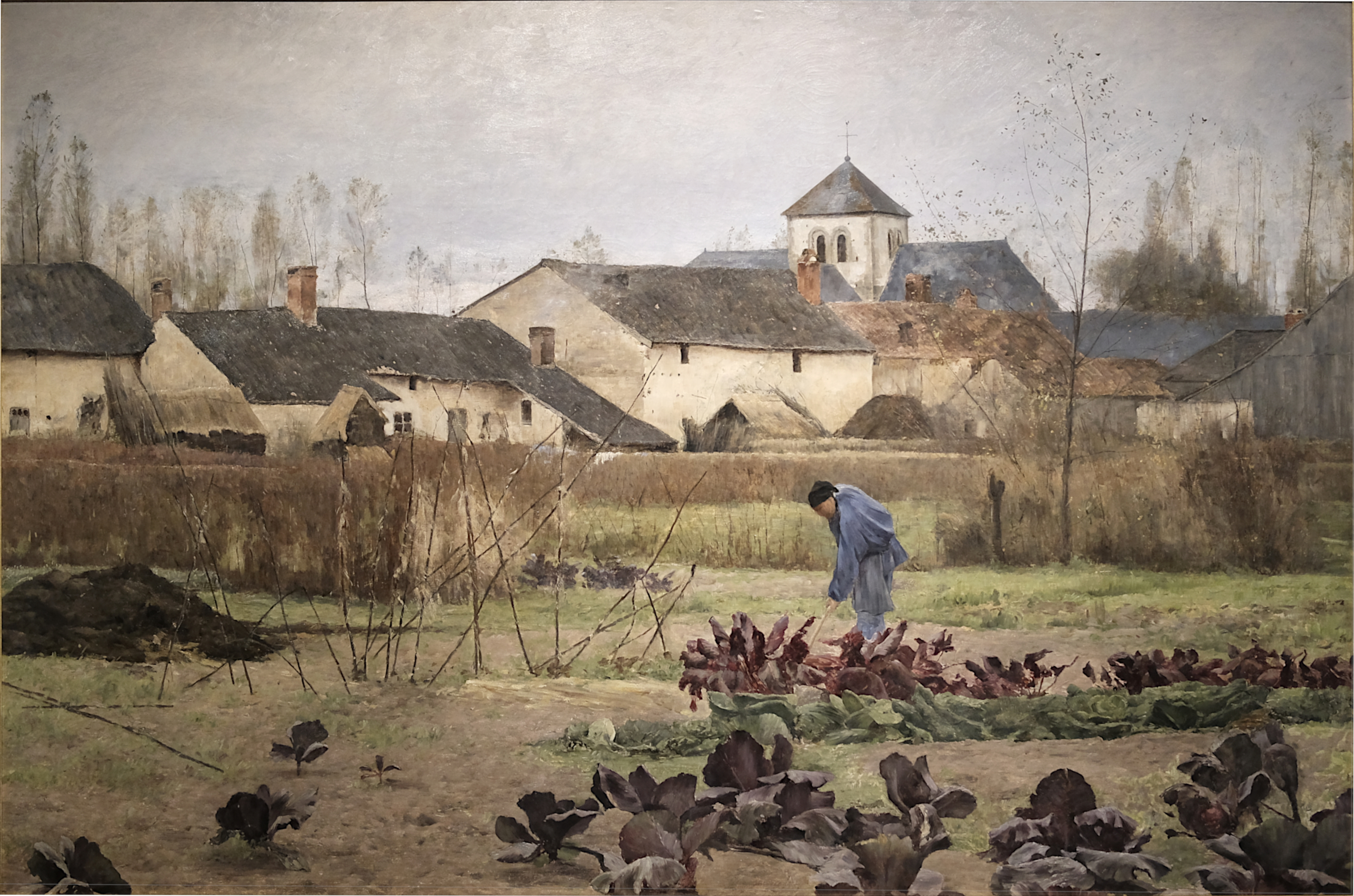
Jardinage d'automne, 1885, musée des Beaux-Arts de Reims.
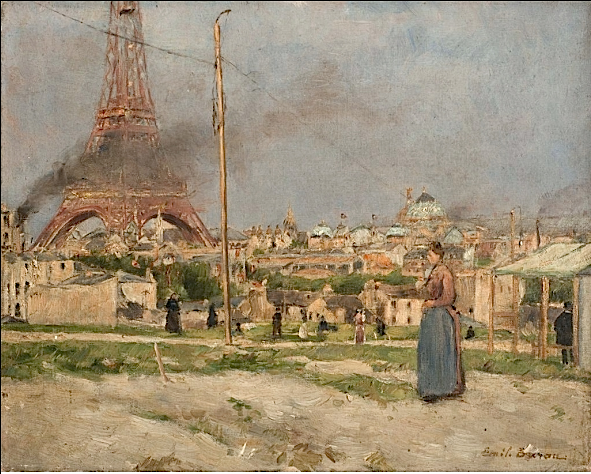
Paysage avec Tour Eiffel (titre attribué), huile sur toile, 1889.
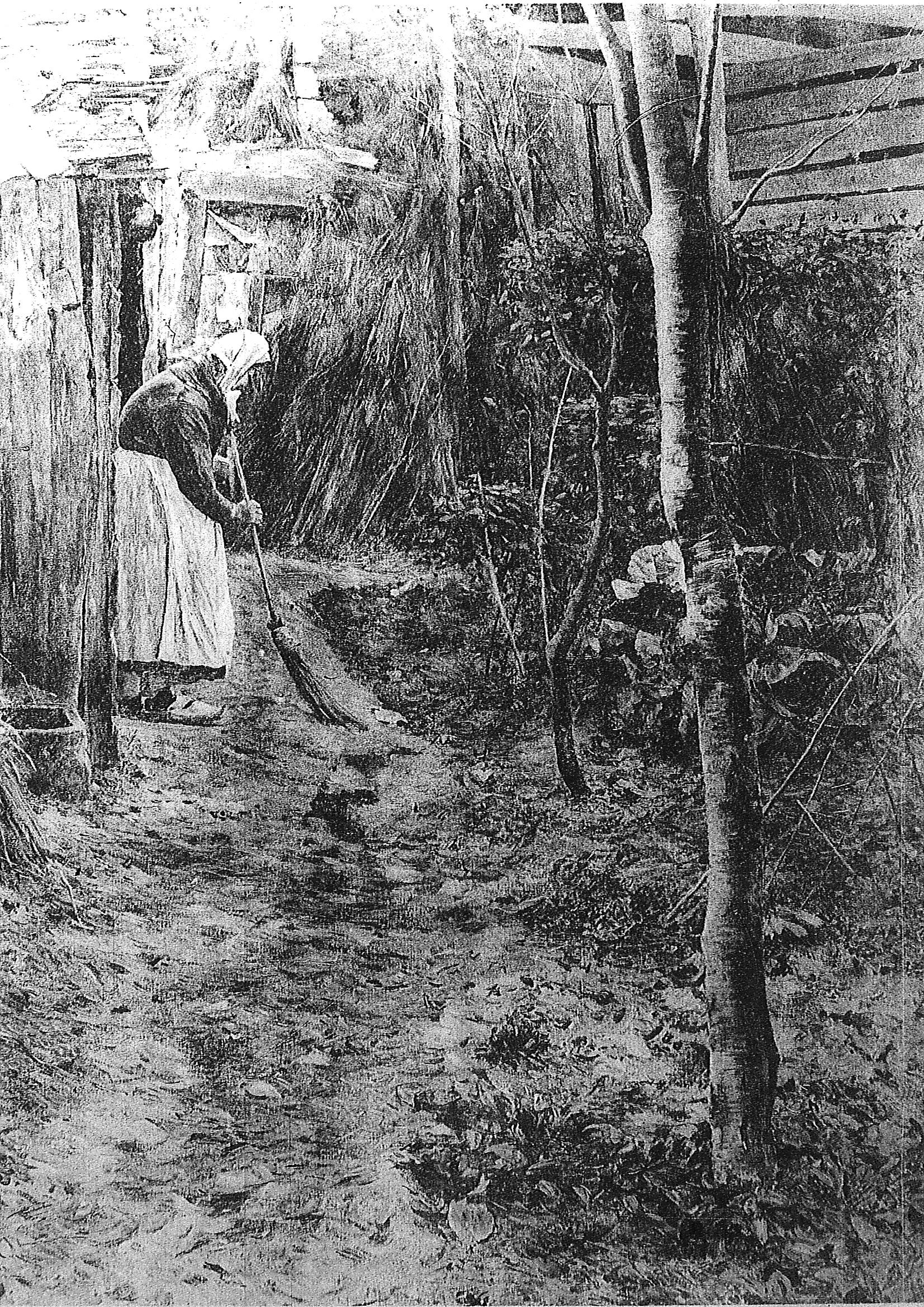
Tableau présenté au salon 1891, Jardin a Auménancourt.